# Reprezentacja Tunezji w rugby 7 kobiet
Reprezentacja Tunezji w rugby 7 kobiet – zespół rugby 7, biorący udział w imieniu Tunezji w meczach i sportowych imprezach międzynarodowych, powoływany przez selekcjonera, w którym mogą występować wyłącznie zawodnicy posiadający obywatelstwo tego kraju, mieszkający w nim, bądź kwalifikujący się ze względu na pochodzenie rodziców lub dziadków. Za jego funkcjonowanie odpowiedzialna jest Tunezyjska Federacja Rugby, członek Rugby Africa oraz World Rugby.

## Turnieje

### Udział wPucharze Świata
| Rok  | Wynik                     | Źródło |
| ---- | ------------------------- | ------ |
| 2009 | –                         |        |
| 2013 | 13–16 (ćwierćfinały Bowl) |        |
| 2018 | –                         |        |
| 2022 | –                         |        |

### Udział wWorld Rugby Women’s Sevens Series
| Rok       | Wynik | Źródło |
| --------- | ----- | ------ |
| 2012/2013 | 17.   |        |
| 2013/2014 | 16.   |        |
| 2014/2015 | –     |        |
| 2015/2016 | –     |        |
| 2016/2017 | –     |        |
| 2017/2018 | –     |        |
| 2018/2019 | –     |        |
| 2019/2020 | –     |        |
| 2021/2022 | –     |        |
| 2022/2023 | –     |        |

### Udział wmistrzostwach Afryki
| Rok  | Wynik | Źródło |
| ---- | ----- | ------ |
| 2006 | –     |        |
| 2007 | 4.    |        |
| 2008 | 4.    |        |
| 2012 | 1.    |        |
| 2013 | 2.    |        |
| 2014 | 3.    |        |
| 2015 | 3.    |        |
| 2016 | 6.    |        |
| 2017 | 3.    |        |
| 2018 | 3.    |        |
| 2019 | 4.    |        |
| 2022 | 3.    |        |
| 2023 | 6.    |        |